# Ogrodzieniec (voïvodie de Silésie)
Pour l’article homonyme, voir Ogrodzieniec (Voïvodie de Varmie-Mazurie).
Ogrodzieniec [ɔgrɔˈʥɛnɛʦ] (en allemand : Bonerburg) est une ville de Pologne située dans le Sud du pays, dans le powiat de Zawiercie et dans la voïvodie de Silésie.
Ogrodzienec est située à une dizaine de kilomètres au sud-est de Zawiercie. La ville est connue pour les ruines de son château. Il y a d'autres burgs en ruines dans les environs.

## Histoire
- 1382 : première mention d'Ogrodzieniec.
- 1386 : la commune est dotée d'une charte.
- 1655 : la ville et le château sont brûlés par les Suédois.
- 1702 : la ville et le château sont de nouveau brûlés par les Suédois.
- 1795 : Ogrodzienec est rattachée au royaume de Prusse (province de Nouvelle-Silésie) lors du troisième partage de la Pologne.
- 1807 : Ogrodzienec est rattachée au duché de Varsovie du fait du second Traité de Tilsit.
- 1815 : le Congrès de Vienne attribue Ogrodzienec au Royaume du Congrès.
- 1868 : le Royaume du Congrès est incorporé à l'Empire russe sous le nom de Pays de la Vistule.
- 1870 : Ogrodzienec perd son statut de ville.
- 1919 : rattachement à la voïvodie de Kielce de la Deuxième République de Pologne.
- 26 octobre 1939 : rattachement au Gouvernement Général mis en place par les Nazis ; le nom de la ville est germanisé en Bonerburg.
- 26 novembre 1939 : rattachement à la province de Silésie.
- 18 janvier 1941 : la partie orientale de la province de Silésie forme la province de Haute-Silésie.
- 1945 : l'Armée rouge libère la ville au printemps ; retour à la Pologne.
- 1956 : début de la procédure pour qu'Ogrodzienec redevienne une ville.
- 1973 : Ogrodzienec redevient une ville.

## Liens externes

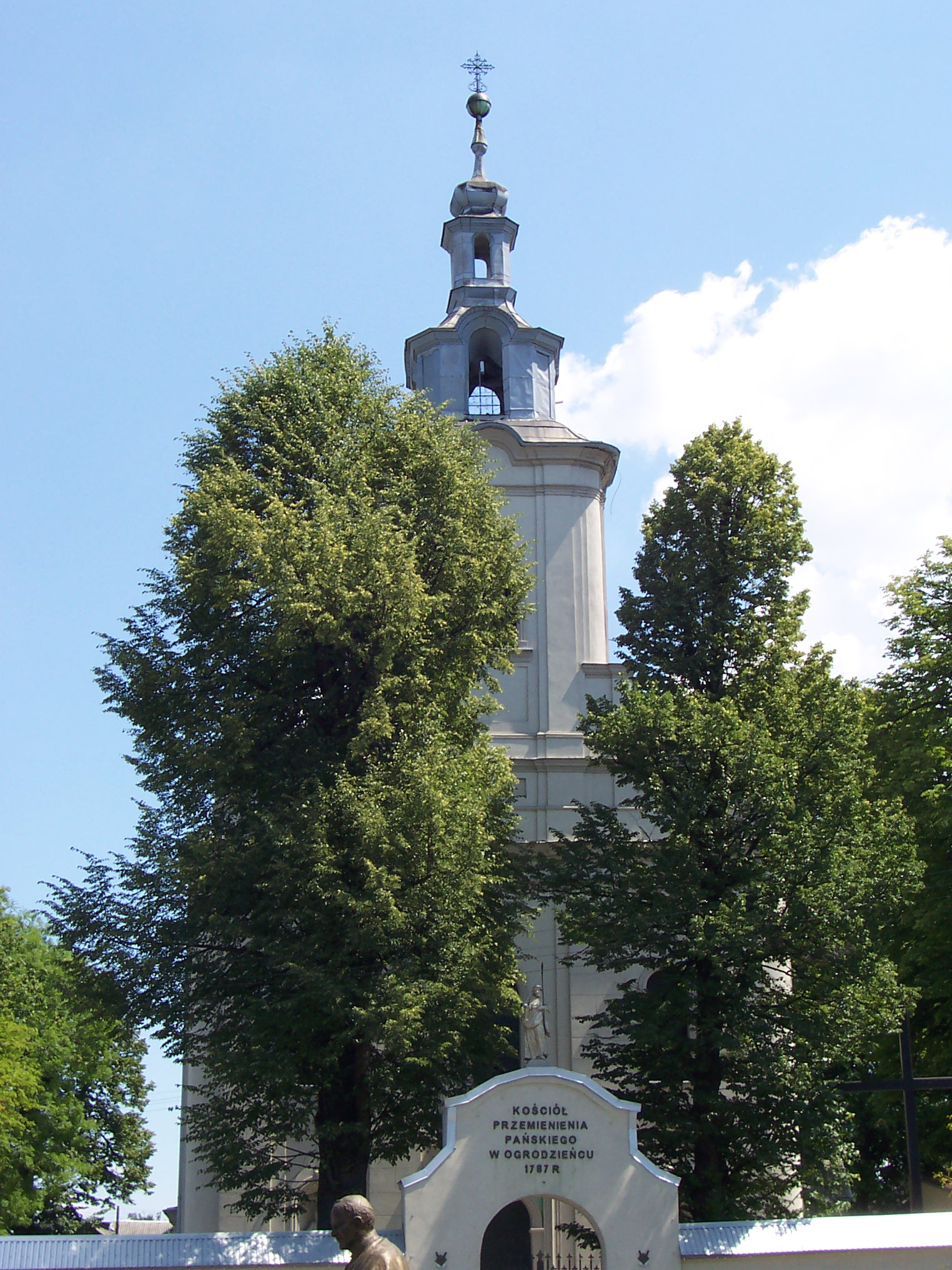
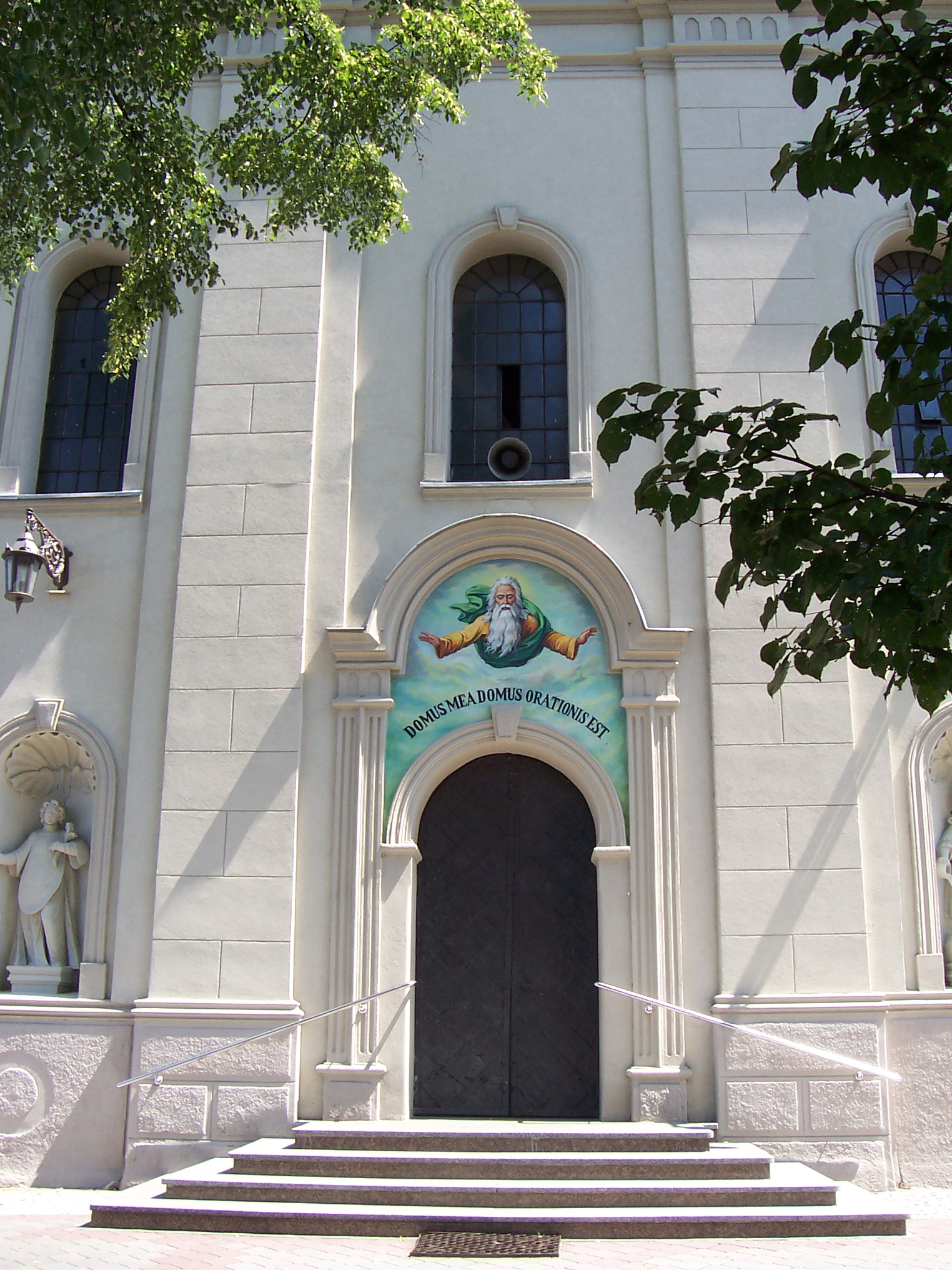
L'église.
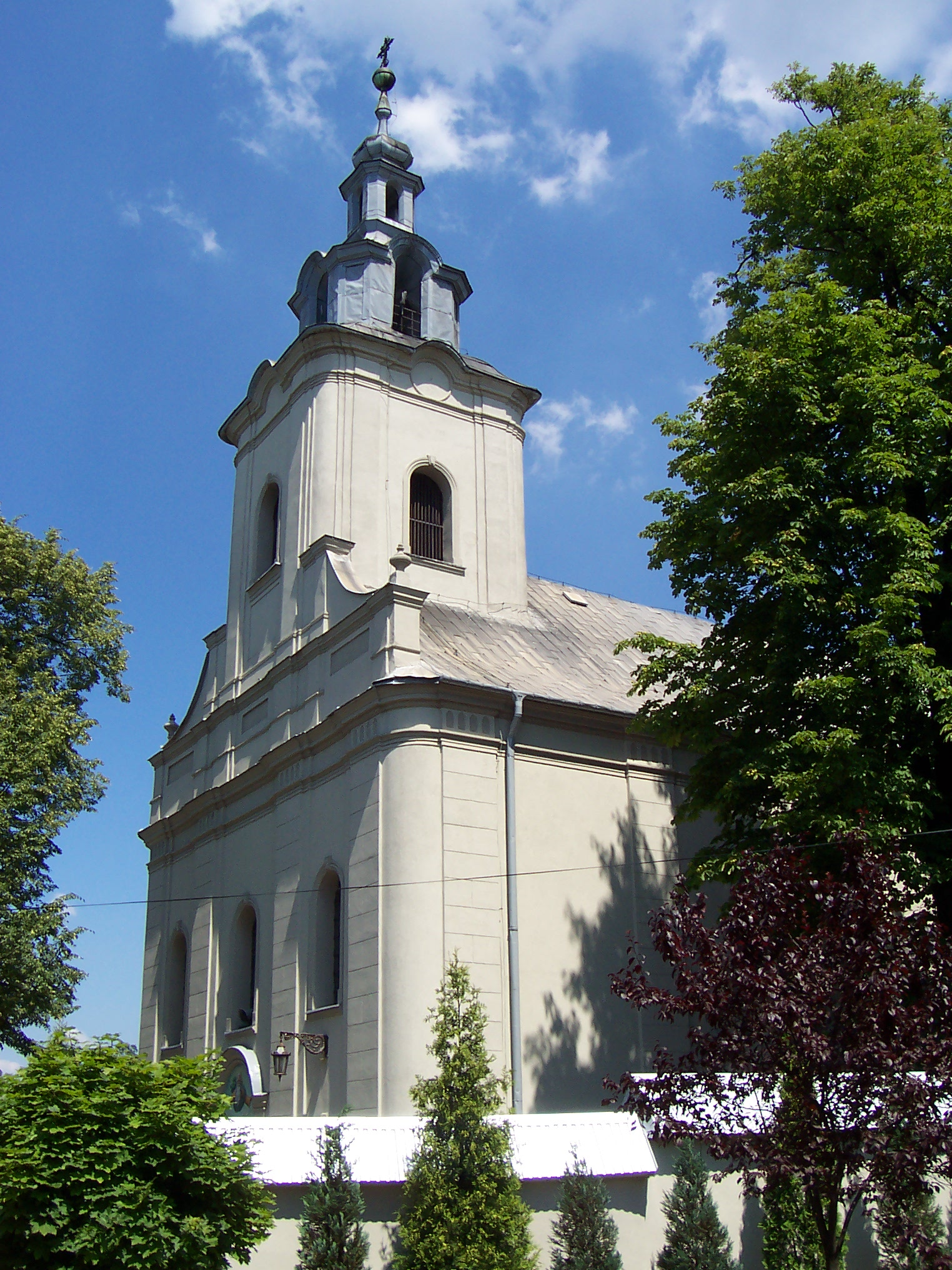

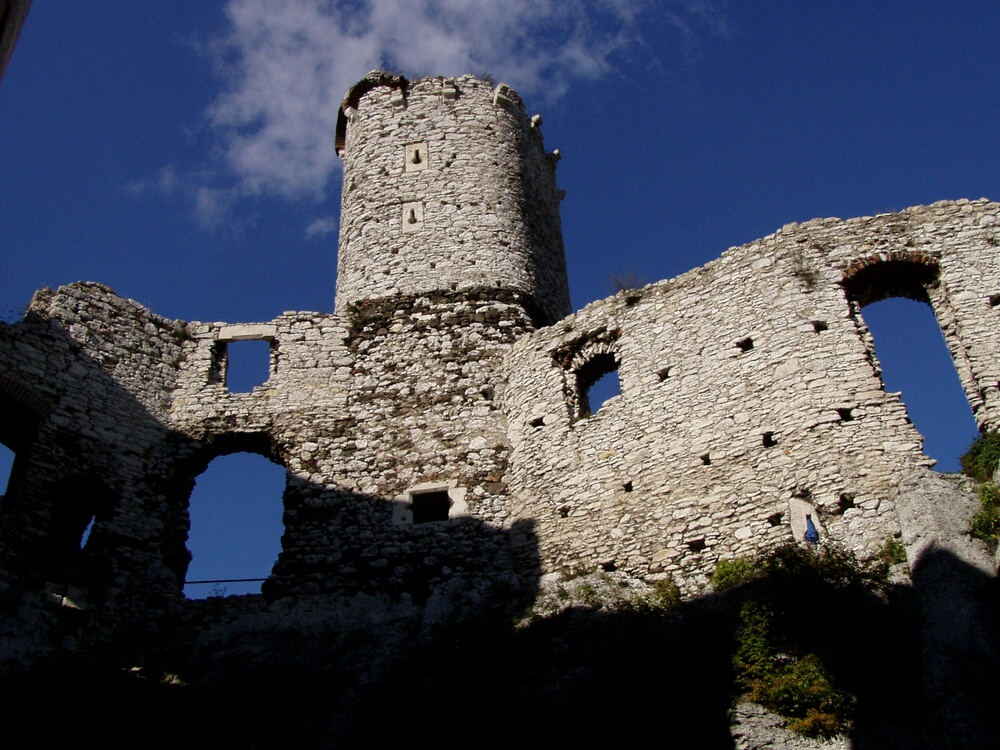
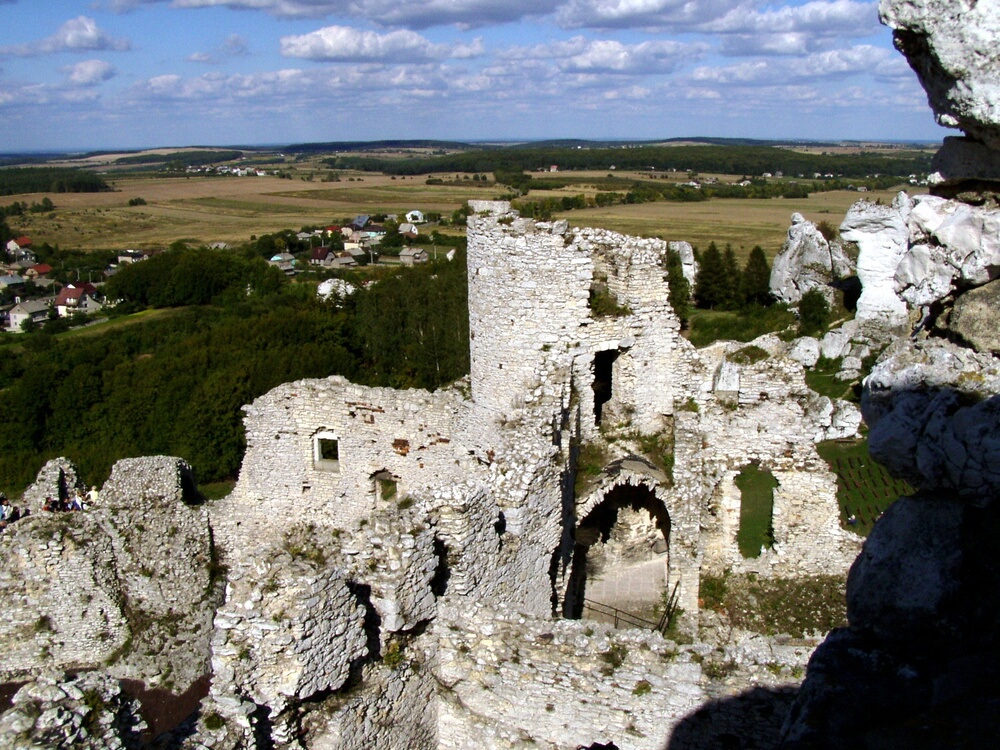
Le château.
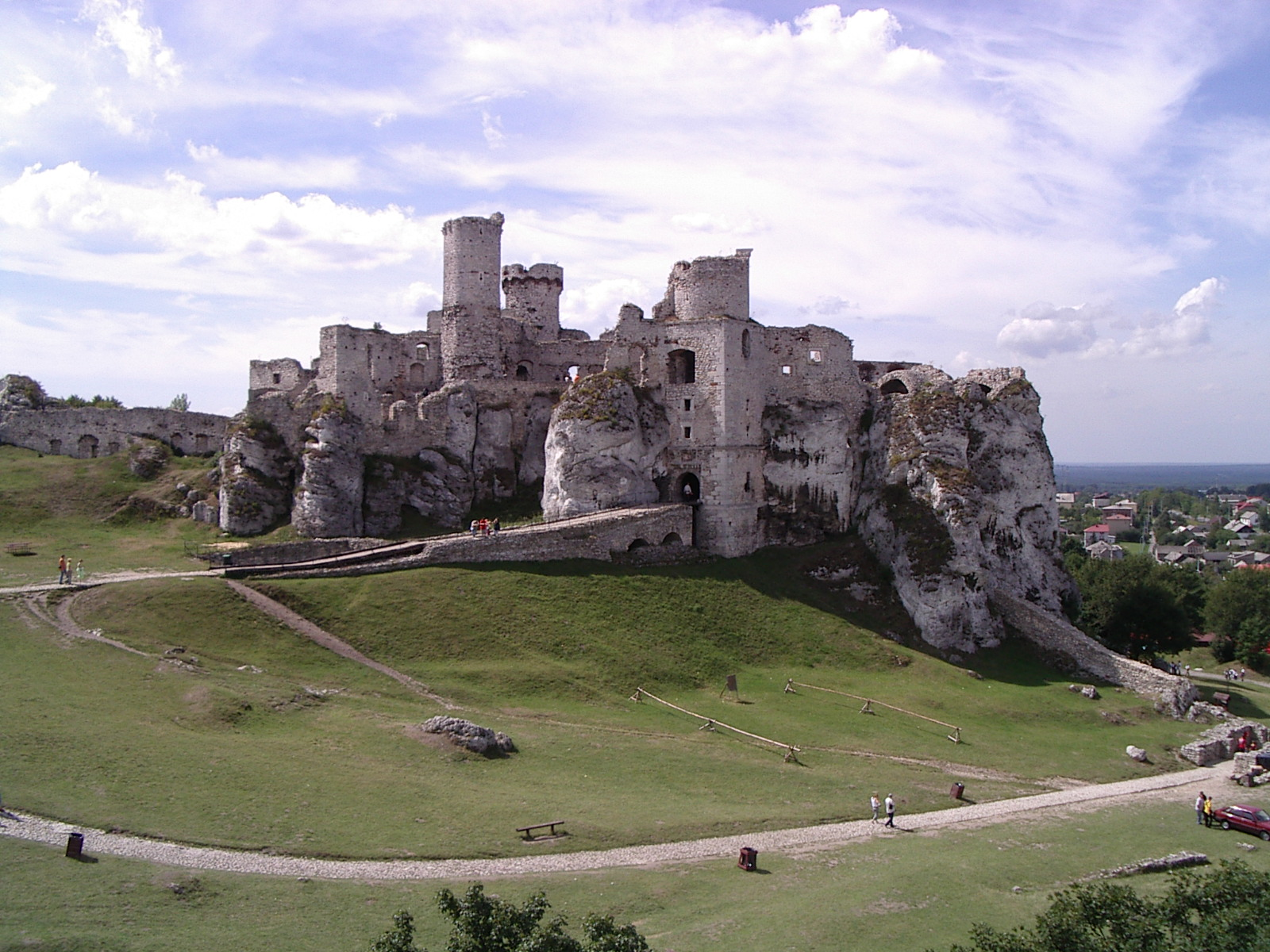